# Moinho de cubo
Moinho de cubo é um tipo de moinho em que a água chega ao inferno passando pelo cubo, os canais de pedra que estabelecem a ligação entre as presas e o orifício por onde a água sai para bater no rodízio. Este tipo de moinho é movimentado a água por meio de um rodízio. O milho é colocado na moega, e segue por ali abaixo, tombando sobre as mós. Neste tipo de moinho as caleiras são fechadas.